# Scytodes altamira
Espèce
Scytodes altamira est une espèce d'araignées aranéomorphes de la famille des Scytodidae.

## Distribution
Cette espèce est endémique du Brésil. Elle se rencontre au Pará et en Amazonas.

## Description
Le mâle holotype mesure 4,37 mm.
La femelle décrite par Rheims et Brescovit en 2004 mesure 6,80 mm.

## Étymologie
Son nom d'espèce lui a été donné en référence au lieu de sa découverte, Altamira.

## Publication originale
- Rheims & Brescovit, 2000 : Six new species of Scytodes Latreille, 1804 (Araneae, Scytodidae) from Brazil. Zoosystema, vol. 22, no 4, p. 719-730 (texte intégral).